# Fuego (álbum de Ñu)
Fuego es el tercer disco de la banda madrileña Ñu, editado en 1983 por Chapa Discos. El álbum, fue producido por Mario del Castillo y José Carlos Molina, y vio la luz unos cuatro años después de su predecesor: A golpe de látigo.

## Detalles
Tras sus dos primeros álbumes, las relaciones de Ñu con Chapa/Zafiro, se fueron deteriorando de tal manera que, la banda, estuvo buscando una nueva discográfica.  En un principio, la elegida fue Belter, sello especializado en la llamada canción española, pero que cuenta con algún grupo de rock, como Burning, entre sus artistas. Finalmente, la desaparición de Belter, hace que Ñu tengan que seguir grabando con Chapa. La discográfica, solo aporta la cantidad suficiente para la grabación de un sencillo; pero el vocalista y líder del grupo, José Carlos Molina, consigue con ese presupuesto, grabar un álbum completo, en unos estudios dedicados fundamentalmente a la producción de maquetas.
En contraste con su época más progresiva, el álbum está claramente orientado al heavy metal, como lo indica, claramente, la canción que abre el álbum. La flauta, tan característica del sonido de la banda, solo está presente en dos de los temas. No obstante, queda un retazo de su época más progresiva y folk en el cierre del álbum, con la suite que forman los temas "Los caballeros de hierro" y "La dama de la carroza negra (Nessa)", así como con la balada acústica "Flor de metal". Aunque fue editado en CD por Zafiro en 1994, las grabaciones originales no se conservaron, por lo que no ha sido posible una remasterización del disco a la fecha.

## Temas
Cara A
1. Más duro que nunca (J.C. Molina) 4:47
2. Fuego (J.C. Molina) 5:08
3. El hombre de fuego (J.C.Molina) 2:59
4. La revolución (J.C.Molina) 6:26

Cara B
1. Lucifer (J.C.Molina) 4:16
2. La bailarina (J.C.Molina) 3:23
3. Los caballeros de hierro (J.C.Molina) 5:27
4. La dama de la carroza negra (Nessa) (J.C.Molina) 6:15
5. Flor de metal (J.C.Molina) 3:19

## Músicos
- José Carlos Molina: voz, flauta, timbales cromáticos, armónica, campanas tubulares y látigo
- Jerónimo Ramiro: guitarras
- Miguel Ángel Collado: teclados
- Chiqui Mariscal: bajo
- Bob Thackway: batería, percusión